# Hu Zhiying
Hu Zhiying (* 7. Juli 1997) ist eine chinesische Mittelstreckenläuferin, die sich auf den 800-Meter-Lauf spezialisiert hat.

## Sportliche Laufbahn
Erste internationale Erfahrungen sammelte Hu Zhiying bei den Hallenasienmeisterschaften 2018 in Teheran, bei denen sie in 2:10,81 min die Silbermedaille hinter ihrer Landsfrau Wang Chunyu gewann. Im Jahr darauf belegte sie bei den Asienmeisterschaften in Doha in 2:10,36 min den achten Platz.

## Persönliche Bestzeiten
- 800 Meter: 2:04,34 min, 6. September 2017 in Tianjin
  - 800 Meter (Halle): 2:10,81 min, 1. Februar 2018 in Teheran